# Yamaha ATTLTDII
A Yamaha ATTLTDII (Attitude Limited II) egy basszusgitár modell, melyet a Yamaha hangszercég fejlesztett ki  Billy Sheehan basszusgitáros  közreműködésével. (Billy közreműködött a BAX-BS modell kifejlesztésénél is.) A hangszer részletei úgy lettek kialakítva, hogy megfeleljenek Sheehan  játéktechnikájának.

## Felépítése
Az ATTLTDII testformája hasonlít a Stratocaster gitárokéhoz, de egy basszusgitárnak megfelelően nagyobb felső túlnyúlást kapott, hogy a heveder jobb egyensúllyal tartsa a gitárt. A klasszikus testformán két hangszedő található, melyek közül a híd-oldali osztott. A testen található egy koptatólap, mely a nyakrögzítéstől az alsó, osztott hangszedőig tart, valamint magába foglalja a hangszer szabályzó potmétereit. A szabályzók között egy hangszínszabályzó, valamint a két hangerőszabályzó található, melyekkel egyenként lehet állítani a két hangszedőt.
A nyak csavarozással kapcsolódik a testhez, 21 érintős, jávorfa anyagú. Érdekessége, hogy a pozíciójelölő berakások a tizenkettedik érintőig felül, a 12-esnél duplán, onnan felfelé pedig alul találhatók, valamint a legmagasabb fekvéseknél profilozott a fogólap, aminek segítségével alkalmazható a basszusgitáron ritkán használt vibrato technika. A hangolókulcsok 4+0-s elrendezésben a fej egyik oldalán kaptak helyet.
A gitárnak Sheehan kérésére létezik duplanyakú változata is, melyet például a Steve Vai-jal közös G3 turnékon használ.